# Galatasaray Istanbul/Saison 1922/23
Die Saison 1922/23 von Galatasaray Istanbul war die 17. Saison in der Vereinsgeschichte und die 7. Saison in der İstanbul Cuma Ligi. Der Klub beendete die Saison auf dem 3. Platz.

## Personalien

### Kader
| Nat.                   | Name                 |
| Torhüter               | Torhüter             |
| ---------------------- | -------------------- |
| Osmanisches Reich 1844 | Adil Giray           |
| Osmanisches Reich 1844 | Nüzhet Abbas Öniş    |
| Abwehr                 |                      |
| Osmanisches Reich 1844 | Ali Gençay           |
| Osmanisches Reich 1844 | Mehmet Nazif Gerçin  |
| Osmanisches Reich 1844 | Hayri Cemil Gönen    |
| Osmanisches Reich 1844 | Şinazi Özdemir       |
| Mittelfeld             |                      |
| Osmanisches Reich 1844 | Nihat Bekdik         |
| Osmanisches Reich 1844 | Necip Şahin Erson    |
| Osmanisches Reich 1844 | Edip Ossa            |
| Osmanisches Reich 1844 | Arif Soydan          |
| Osmanisches Reich 1844 | Suat Subay           |
| Angriff                |                      |
| Osmanisches Reich 1844 | Kemal Nejat Kavur    |
| Osmanisches Reich 1844 | Fazıl Köprülü        |
| Osmanisches Reich 1844 | Ömer Besim Koşalay   |
| Osmanisches Reich 1844 | Sadi Kurt            |
| Osmanisches Reich 1844 | Mehmet Leblebi       |
| Osmanisches Reich 1844 | Muslih Peykoğlu      |
| Osmanisches Reich 1844 | Selahattin Sadıkoğlu |
| Osmanisches Reich 1844 | Ali Teoman           |

## Saison
Alle Ergebnisse aus Sicht von Galatasaray Istanbul.
Die Tabelle listet alle İstanbul-Futbol-Ligi des Vereins der Saison 1922/23 auf. Siege sind grün, Unentschieden gelb und Niederlagen rot markiert.

### İstanbul Futbol Ligi
| ST | Datum             | Gegner                | Ergebnis |
| -- | ----------------- | --------------------- | -------- |
| 01 | 20. Oktober 1922  | Altınordu İdman Yurdu | 1:3      |
| 02 | 3. November 1922  | Hilal                 | 1:1      |
| 03 | 17. November 1922 | Fenerbahçe Istanbul   | 0:3      |
| 04 | 1. Dezember 1922  | Vefa Istanbul         | 0:0      |
| 05 | 29. Dezember 1922 | Anadolu               | 1:0      |
| 06 | 9. März 1923      | Fenerbahçe Istanbul   | 0:4      |
| 07 | 16. März 1923     | Vefa Istanbul         | 3:1      |
| 08 | 30. März 1923     | Süleymaniye           | 3:0      |
| 09 | 4. Mai 1923       | Darüşşafaka SK        | 0:0      |

### Freundschaftsspiele
Diese Tabelle führt die ausgetragenen Freundschaftsspiele auf.
| Datum         | Gegner      | Ort                      | Ergebnis  | Tor(e) für Galatasaray Istanbul |
| ------------- | ----------- | ------------------------ | --------- | ------------------------------- |
| 13. Juli 1923 | Slavia Prag | Taksim-Stadion, Istanbul | 0:7 (0:3) | keine                           |

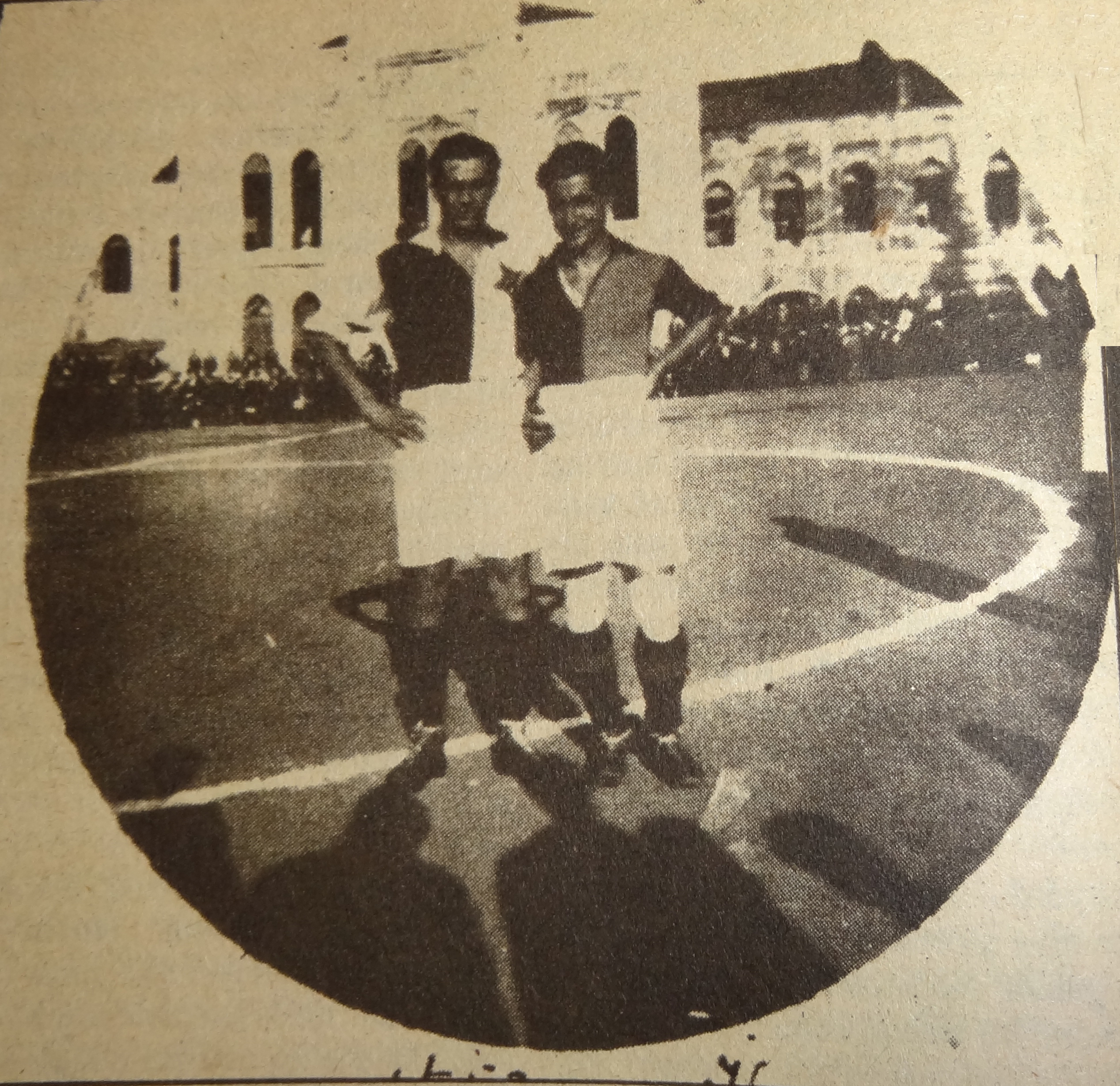
Kapitän Nihat Bekdik von Galatasaray (links) vor dem Anpfiff.

### Türkiye İdman ve Spor Alemi Dergileri
Die Spieler von Galatasaray behaupteten, vor dem Tor von Fenerbahçe sei ein Foul begangen worden. Als der Schiedsrichter ihren Einspruch zurückwies, verließen die Spieler das Spielfeld, und der Schiedsrichter brach das Spiel beim Stand von 1:0 ab.
| Datum         | Gegner              | Ergebnis | Tor(e) für Galatasaray Istanbul |
| ------------- | ------------------- | -------- | ------------------------------- |
| 15. Juni 1923 | Fenerbahçe Istanbul | 0:1      | keine                           |

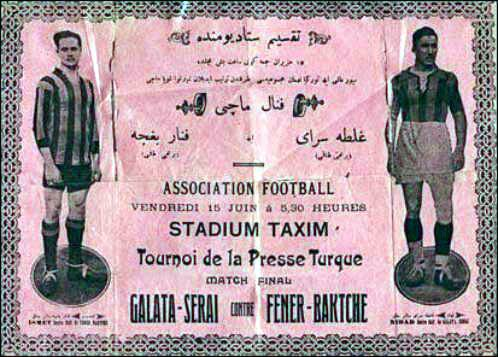
Eintrittskarte für das Spiel zwischen Galatasaray gegen Fenerbahçe am 15. Juni 1923.